# Духово (Лубенский район)
Духово (укр. Духове) — село,
Духовский сельский совет,
Лубенский район,
Полтавская область,
Украина.
Код КОАТУУ — 5322881801. Население по переписи 2001 года составляло 436 человек.
Является административным центром Духовского сельского совета, в который, кроме того, входят сёла
Гонцы и
Карпиловка.

## Географическое положение
Село Духово находится на правом берегу реки Удай,
выше по течению на расстоянии в 2,5 км расположено село Карпиловка,
ниже по течению примыкает село Гонцы,
на противоположном берегу — село Нетратовка (Чернухинский район).
Река в этом месте извилистая, образует лиманы, старицы и заболоченные озёра.

## Экономика
- Молочно-товарная ферма.
- ООО «Удай Агро».

## Объекты социальной сферы
- Школа.